# Erinaceusyllis
Erinaceusyllis är ett släkte av ringmaskar. Erinaceusyllis ingår i familjen Syllidae.
Kladogram enligt Catalogue of Life:
| Erinaceusyllis | \| \| Erinaceusyllis belizensis \| \| \| \| \| \| Erinaceusyllis cryptica \| \| \| \| \| \| Erinaceusyllis erinaceus \| \| \| \| \| \| Erinaceusyllis serratosetosa \| \| \| \| |
|                | \| \| Erinaceusyllis belizensis \| \| \| \| \| \| Erinaceusyllis cryptica \| \| \| \| \| \| Erinaceusyllis erinaceus \| \| \| \| \| \| Erinaceusyllis serratosetosa \| \| \| \| |
|                | Erinaceusyllis belizensis |
|                | |
|                | Erinaceusyllis cryptica |
|                | |
|                | Erinaceusyllis erinaceus |
|                | |
|                | Erinaceusyllis serratosetosa |
|                | |